# Izba rolnicza
Izba rolnicza – instytucja samorządu gospodarczego reprezentująca interesy rolnictwa.

## Niemcy
Izby rolnicze mają na ziemiach niemieckich historię sięgającą XIX wieku. Pierwsza izba rolnicza powstała w Bremie w 1894 r. Szczególnie rozwinięte były na terenie Prus. Ich ustrój nie zmieniał się od końca XIX w. (zjednoczenia Niemiec i powstania Cesarstwa) do I połowy XX wieku (Republiki Weimarskiej). W okresie III Rzeszy zostały scentralizowane, pozbawione samorządowego charakteru, podporządkowane NSDAP i włączone do hitlerowskiego aparatu administracyjnego.
Reaktywowano je po II wojnie światowej tylko na obszarze RFN. Jednak nie ujednolicono ustroju izb rolniczych na terenie Niemiec Zachodnich i w przeciwieństwie do izb przemysłowo-handlowych sprawy związane z organizacją i działalnością izb rolniczych zostały powierzone ustawodawstwu krajów związkowych (landów). Dlatego też izby rolnicze nie występują np. w Bawarii i Badenii-Wirtembergii. Ich funkcje spełniają tam urzędy rolnicze (Landwirtschaftsämter). Po zjednoczeniu Niemiec organizacja izb – ustalona w landach zachodnich – została zaadaptowana w landach wschodnich Niemiec. Dzięki temu można zaobserwować odradzanie się samorządu rolniczego we wschodnich Niemczech.